# 이광호 (1963년)
이광호(1963년 ~ )는 대한민국의 문학평론가, 교수이다. 1963년 대구광역시에서 태어나 고려대학교 국어교육과를 졸업하고 동 대학원 국어국문학과에서 석사학위와 박사학위를 받았다.

## 약력
1988년 《중앙일보》 신춘문예 평론 부문에 당선되어 등단했고, 고려대학교 국어교육과를 졸업하고 동 대학원 국어국문학과에서 석사학위와 박사학위를 받았다. 《세계의문학》 편집위원(1992~1999), 《포에티카》 편집위원, 《문학과사회》 편집동인(1999~2010)을 역임했다. 2001년 제13회 「소천비평문학상」, 2003년 제48회 「현대문학상」, 2007년 제18회 「팔봉비평문학상」, 2009년 제17회 「대산문학상」을 수상했다. 서울예술대학 문예창작과 교수를 역임했다. 현재 문학과지성사 대표이자 제13대 한국출판인회의 회장이다. 

## 수상
- 2001년 제13회 「소천비평문학상」
- 2003년 제48회 「현대문학상」
- 2007년 제18회 「팔봉비평문학상」
- 2009년 제17회 「대산문학상」

## 저서

### 비평집
- 《위반의 시학》(문학과지성사, 1994)
- 《환멸의 신화》(민음사, 1995)
- 《소설은 탈주를 꿈꾼다》(민음사, 1998)
- 《움직이는 부재》(문학과지성사, 2001)
- 《이토록 사소한 정치성》(문학과지성사, 2006)
- 《익명의 사랑》(문학과지성사, 2009)

### 연구서
- 《미적 근대성과 한국문학사》(민음사, 2001)
- 《도시인의 탄생》(서강대학교출판부, 2010)

### 편저
- 《오규원 깊이 읽기》(문학과지성사, 2002)
- 《쨍한 사랑 노래》(문학과지성사, 2005) : 문학과지성 시인선 300호 기념시선
- 《정거장에서의 충고》(문학과지성사, 2009) : 기형도 20주기 문집
- 《#젠더_시》(문학과지성사, 2021) : 해시태그 문학선

### 산문집
- 《사랑의 미래》(문학과지성사, 2011)
- 《지나치게 산문적인 거리》(난다, 2014)
- 《너는 우연한 고양이》(문학과지성사, 2019)
- 《장소의 연인들》(문학과지성사, 2023)